# ディプロマッツ
ディプロマッツ（The Diplomats）は、アメリカ合衆国ニューヨークハーレムで2002年に結成されたヒップホップ音楽ユニット。別名ディプセット（Dipset）。
個々のメンバーがソロで活動する傍らインディーレーベル、ディプロマッツ・レコード（Diplomat Records）を立ち上げミックステープ（MIXCD）でたくさんのアルバムをリリースしている。

## メンバー
- キャムロン（Cam'ron）
- ジム・ジョーンズ（Jim Jones）
- ジュエルズ・サンタナ（Juelz Santana）
- フリーキー・ジーキー（Freekey Zekey）
- デューク・ダ・ゴッド（DukeDaGod）
- ヘル・レル（Hell Rell）
- ジェイアール・ライター（J.R. Writer）
- ジェイ・ベンゼル（Jay Bezel）
- 40カル（40 Cal.）
- ジャ・ジャ（Jha'Jha）
- S.A.S.
- マネー・マイク（Money Mike）
- カミーラ（Camilla）

## ディスコグラフィー
- ディプロマティック・イミニティー - Diplomatic Immunity 2003年
- ディプロマティック・イミニティー2 - Diplomatic Immunity 2 2004年
- ディプセット:モア・ザン・ニュージック・ボリューム1 - DipSet: More Than Music, Vol. 1 2005年
- ディプセット:ムーブメント・ムーブズ・オン - Dipset: The Movement Moves On 2006年
- ディプセット:モア・ザン・ニュージック・ボリューム2 - DipSet: More Than Music, Vol. 2 2006年